# 路易四世 (神圣罗马帝国)
（巴伐利亚的）路易四世（Ludwig IV der Bayern，1282年4月1日—1347年10月11日），上巴伐利亚公爵（1294年起與兄長一同繼承）、羅馬之王（1314年当选）、神圣罗马帝国皇帝（1328年加冕），上巴伐利亞公爵路德維希二世之子。他是统治巴伐利亚公国的维特尔斯巴赫家族成员，这个家族统治巴伐利亚至1918年。

## 巴伐利亞公爵

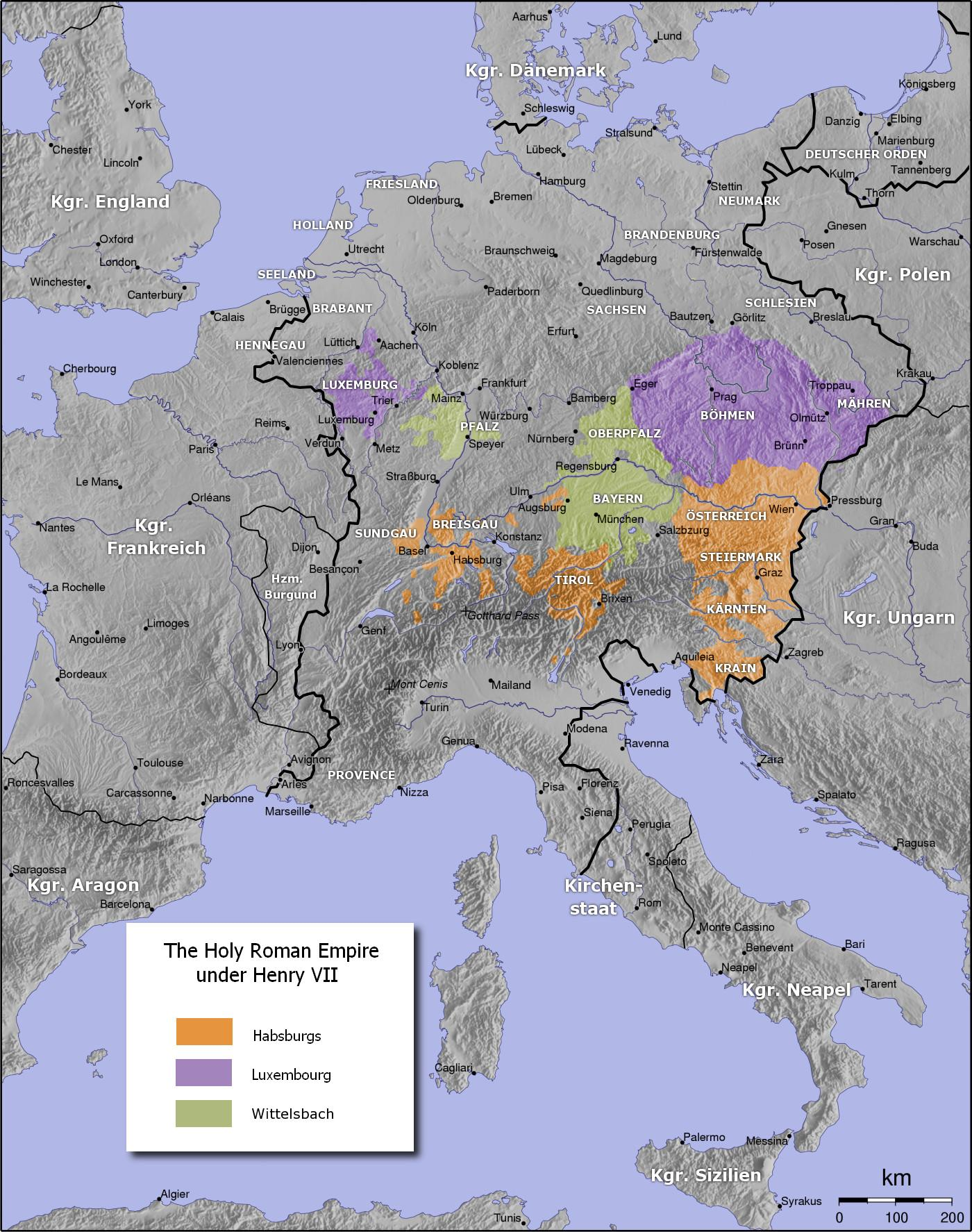
1320的德意志三大家族領土：淡綠色──路易四世與其维特尔斯巴赫家族的巴伐利亞與莱茵-普法爾茨領地（1302-1322年），1323年其長子路易將領有綠色之外的布蘭登堡（在德意志東北）；橘色──哈布斯堡家族的奧地利大公腓特烈三世；紫色──盧森堡王朝的盲眼的約翰（波希米亞王國等，1327年將併吞波蘭的西里西亞）

路易在1294年與兄長一同繼承上巴伐利亚，至1340年领有整个巴伐利亚。他在1322年击败了哈布斯堡家族的竞争者，罗马人民的国王阿尔布雷希特一世之子奥地利公爵（英俊的）腓特烈三世（后者也成為共治国王）。路易四世接受腓特烈三世为共同执政者，但限制后者的权力于奥地利境内。
路易四世与阿维尼翁教皇矛盾重重，后者实际上是法国的傀儡。他借助所谓皇帝党来反击教皇，并笼络了包括奥卡姆和帕多瓦的马尔塞利这样杰出的思想家来支持他。1324年，法籍教皇约翰二十二世一度对路易四世处以绝罚。
1327年，路易四世加冕为意大利国王。1328年他从罗马贵族而不是教皇手中接受了神圣罗马帝国的皇冠。他甚至册立一名敌对教皇：尼古拉五世。当教皇企图对他施以绝罚时，七大选侯通过决议，规定选举罗马人民的国王无须经教皇批准（1338年）。路易四世在国内竭力扩大了自己家族的领地。
路易於1329年簽署帕維亞條約，將莱茵-普法爾茨還給哥哥魯道夫一世（已在十年前的1319年過世）的兩個兒子，由此維特爾斯巴赫家族分裂为普伐尔茨和巴伐利亚两支，領地分散在德意志的東西兩側。
1346年，当路易四世还在世时，一些选侯在教皇克雷芒六世支持下选出了新国王--卢森堡家族的查理四世。路易四世的合法性受到质疑。然而当路易准备与查理四世开战时，他在慕尼黑去世。

## 家庭
1308年，路易四世與西里西亞的碧翠絲結婚，兩人共有2子1女：
1. 瑪蒂爾德（1313年—1346年），邁森藩侯夫人
2. 路易（1315年—1361年），巴伐利亞公爵
3. 斯特凡（1319年—1375年），巴伐利亞公爵

碧翠絲於1320年去世。1324年，路易四世與埃諾的瑪格麗特結婚，兩人共有4子4女：
1. 瑪格麗特（1321年—1374年）
2. 安娜（1326年—1361年），下巴伐利亞公爵夫人
3. 路易（1328年—1365年），巴伐利亞公爵
4. 伊莉莎白（1329年—1402年），維羅納侯爵夫人
5. 威廉一世（1330年—1389年），巴伐利亞公爵
6. 阿爾布雷希特（1336年—1404年），巴伐利亞公爵
7. 奧托五世（1346年—1379年），巴伐利亞公爵
8. 巴伐利亞的碧翠絲（英语：Beatrice of Bavaria）（1344年—1359年），瑞典王后

## 资料来源
- 苏联历史百科全书·人物卷，1961~1973

| 路易四世 (神圣罗马帝国) 維特爾斯巴赫王朝出生于：1282年4月1日逝世於：1347年10月11日 | 路易四世 (神圣罗马帝国) 維特爾斯巴赫王朝出生于：1282年4月1日逝世於：1347年10月11日 | 路易四世 (神圣罗马帝国) 維特爾斯巴赫王朝出生于：1282年4月1日逝世於：1347年10月11日 |
| ---------------------------------------------------------------------------------- | ---------------------------------------------------------------------------------- | ---------------------------------------------------------------------------------- |
| 前任者： 約翰一世                                                                  | 下巴伐利亞公爵 1340年–1347年                                                       | 繼任者： 路易五世 斯特凡二世 路易六世 威廉一世 阿爾布雷希特一世 奧托五世           |
| 前任者： 魯道夫一世                                                                | 上巴伐利亞公爵 1301年–1347年                                                       | 繼任者： 路易五世 斯特凡二世 路易六世 威廉一世 阿爾布雷希特一世 奧托五世           |
| 前任者： 魯道夫一世                                                                | 萊茵行宮伯爵 1319年–1329年                                                         | 繼任者： 魯道夫二世                                                                |
| 前任者： 威廉四世                                                                  | 埃諾伯爵, 荷蘭伯爵列表及澤蘭伯爵 1345年–1347年 與瑪格麗特二世同時在任              | 繼任者： 瑪格麗特二世 威廉一世                                                     |
| 前任者： 亨利七世                                                                  | 羅馬人民的國王 1314年–1347年 與腓特烈三世同時在任 （1314年–1330年）                | 繼任者： 查理四世                                                                  |
| 前任者： 亨利七世                                                                  | 意大利國王 1327年–1347年                                                           | 繼任者： 查理四世                                                                  |
| 前任者： 亨利七世                                                                  | 神聖羅馬皇帝 1328年–1347年                                                         | 繼任者： 查理四世                                                                  |